# Восточный проход
Восто́чный прохо́д (проход Крузенште́рна, Цуси́мский проли́в, яп. 対馬海峡東水道 Цусима кайкё: хигаси суйдо: — «Восточный проход Цусимского пролива», кор. 쓰시마해협 Ссысима хэхёп — «Цусимский пролив») — юго-восточный проход Корейского пролива между островами Цусима и островом Ики. Соединяет Японское и Восточно-Китайское моря. Длина пролива около 100 км, минимальная ширина (между южным островом Цусима и Ики) — 47 км. Вдоль пролива течёт Цусимское течение — одна из ветвей теплого течения Куросио.
В истории пролив знаменит как место Цусимского сражения 14 (27)—15 (28) мая 1905 года, в котором российская эскадра потерпела катастрофическое поражение от Императорского флота Японии.